# 紫背金盘
紫背金盘（学名：Ajuga nipponensis），又名日本筋骨草，是唇形科植物中的一个種，多年生草本，株高約10－30cm，主要生長於亞熱帶如台灣之海拔1000m以下開闊地或山坡。

## 延伸阅读
[在维基数据编辑]
 《欽定古今圖書集成·博物彙編·草木典·紫背金盤部》，出自陈梦雷《古今圖書集成》
 《植物名實圖考·紫背金盤》，出自吳其濬《植物名實圖考》